# Chikola (phường của Manyoni)
Chikola là một phường nằm ở quận Manyoni của Vùng Singida, Tanzania. Theo điều tra dân số năm 2002, phường có tổng dân số 7.682.